# Ghissignies
Ghissignies és un municipi francès, situat a la regió dels Alts de França, al departament del Nord. L'any 2006 tenia 450 habitants.

## Demografia
| 1962                                       | 1968 | 1975 | 1982 | 1990 | 1999 |
| ------------------------------------------ | ---- | ---- | ---- | ---- | ---- |
| 325                                        | 339  | 322  | 354  | 359  | 423  |
| Des de 1962: població sense dobles comptes |      |      |      |      |      |

## Administració
| Període   | Identitat       | Partit |
| --------- | --------------- | ------ |
| 2001-2008 | Bernard Muselet |        |
| 2008-     | Pierre Deudon   |        |